# Instituto Nacional de Técnica Aeroespacial

Logo der INTA

Das Instituto Nacional de Técnica Aeroespacial (kurz INTA, zu deutsch: Nationales Institut für Luft- und Raumfahrttechnik) ist die spanische Weltraumorganisation. Sie untersteht dem spanischen Verteidigungsministerium, ist aber sowohl für die zivile wie auch die militärische Forschung und Entwicklung in der Luftfahrt zuständig sowie als Zertifizierungsstelle für die Sicherheit von Verkehrsfahrzeugen.
INTA wurde 1942 gegründet und hat den Hauptsitz in Torrejón de Ardoz, nahe Madrid.
Neben Forschung ist INTA auch für die Zertifizierung und Erprobung von Materialien, Komponenten und Systemen der Luft- und Raumfahrttechnik zuständig. INTA beschäftigt 1.200 Mitarbeiter, das Budget beläuft sich auf rund 100 Millionen Euro und stammt sowohl aus öffentlichen Geldern als auch aus Einnahmen aus der Industrie.
INTA ist zu 100 % Eigentümer des Raumfahrttechnikkonzerns INSA und hält Anteile an Hispasat (16,4 %), Hisdesat (37,6 %) und XTAR (16,3 %).

## Projekte
INTA entwickelte den ersten Satelliten unter dem Namen Intasat und startete ihn von der Vandenberg Air Force Base im Jahr 1974 mit einer Delta-Trägerrakete.
Der Minisat 01 wurde am 21. April 1997 vom Luftwaffenstützpunkt Gran Canaria (Flughafen Gran Canaria) aus gestartet und ist der erste Satellit der ausschließlich in Spanien hergestellt worden war. In den ersten vier Jahren flog er 21.000 mal um die Erde und legte dabei rund 700 Mio. Kilometer zurück.
Der 200 Kilogramm schwere Minisat ist etwa so groß wie eine Kleiderkommode und vielfältig einsetzbar.  Nachdem der Satellit 2001 noch voll einsatzfähig war, wurde seine Mission um weitere zwei Jahre verlängert.
Die Höhenforschungsrakete INTA-255 wurde dreimal zwischen 1969 und 1970 vom Startplatz El Arenosillo aus gestartet, die INTA-300 sechsmal zwischen 1974 und 1994.
Unter der Kurzbezeichnung SIVA entwickelte INTA ein unbemanntes Luftfahrzeug. Vier SIVA wurden 2006 zu Testzwecken an das spanische Heer übergeben.

## Standorte
- Centro de Experimentación de El Arenosillo Testgelände und Forschungszentrum der Luft- und Raumfahrttechnik.
- Madrid Deep Space Communications Complex: Radioteleskop-Anlage des Deep Space Network zur Verfolgung von Raumsonden